# 集合函数
数学における集合函数（しゅうごうかんすう、英: set-function）は集合を変数（入力、引数）とする函数である。集合函数は出力としてふつうは数を返すが、しばしば出力として無限大を許す（すなわち補完数直線に値をとる函数も考える）。入力は、普通は適当な集合の部分集合族の元となっているような集合であり、しばしば実数からなる集合、ユークリッド空間内の点集合、適当な測度空間内の点集合などから取られる。
これと対照的に、入力が点である（通常の意味の）函数を点函数とよぶ。また、集合を値として出力する写像はしばしば集合値函数と呼ばれる（集合値函数と多価函数は同じような意味で用いられることがあるが、必ずしも同義語でない）。
集合函数は測度論の基礎を成すもので、測度および有限加法的測度は特定の性質を満足する集合函数として定められる。

## 定義
空でない集合 X とその部分集合族 𝒞 ⊆ 𝒫(X) に対し、写像 
{\displaystyle f\colon {\mathcal {C}}\to W}
を（W-値の）集合函数と呼ぶ（∅ ∈ 𝒞 なるときはしばしば f(∅) = 0 を仮定する）。ただし、終域 W はふつう非負アフィン拡張実数の全体 W = R+ ∪ {+∞} = [0,+∞] と取って非負拡張実数値集合函数を考え、これをしばしば単に集合函数と呼ぶ。他によく用いられるのは
- W = R ∪ {−∞} または W = R ∪ {+∞} ととる（拡張）実数値集合函数（符号付測度を参照）、
- W = C と取った複素数値集合函数（複素測度も参照）

などがある。

## 例
集合函数の例には以下のようなものが挙げられる。ただし、「集合」は適当な集合族からとるものとする。
- 任意の集合にその濃度（即ち、その集合の元の個数）を割り当てる函数は集合函数である。しばしば無限集合には濃度に関わらず（有限でないという意味の）形式的な無限大 (∞) を割り当てる。
- 十分に素性の良い（英語版）部分集合 A ⊆ {1, 2, 3, …} に密度{\displaystyle d(A)=\lim _{n\to \infty }{\frac {|A\cap \{1,\dots ,n\}|}{n}}}を割り当てる函数は集合函数である。
- （一次元）ルベーグ測度は実数からなる集合に非負の実数（または +∞）を割り当てる集合函数になっている (Kolmogorov & Fomin 1975)。
- 確率測度は適当な σ-代数に属する各集合に確率を割り当てる集合函数である。より具体的に、空集合に対する確率は 0 であり、標本空間全体に対する確率は 1 であって、その他の集合には 0 から 1 の間の数が確率として割り当てられる。
- 確率論の代替（異種確率論）としての可能性論（英語版） における可能性測度 (possibility measure) は与えられた集合の冪集合の各元に 0 から 1 の間の数を割り当てる集合函数である。
- 平面上（あるいは球面上）の点集合に対してその測度としての面積を割り当てる集合函数が考えられる。この集合函数は非負かつ σ-加法的である。
- 解析学において函数のグラフと x-軸との間の面積は積分を用いて定義できる。この場合、x-軸より下に来る面の測度は符号が負になる。この集合函数は σ-加法的であり、符号付測度になる。
- 外測度は σ-加法的な非負値集合函数である。これは例えば平面上の任意の点集合に対して、それを含む任意の可測集合の面積の下限として得られる値を割り当てる。しかし大抵の場合、可測集合が適切に制限された測度を得るために別な方法で外測度を構成することになる（例えばルベーグ測度の構成法）。

## 集合函数の分類
集合函数 f に対して以下のような性質を考えることができる。以下、各集合は全体集合 Ω の適当な部分集合族 𝒞 から取るものとする。

### 基本的な性質
単調性{\displaystyle A\subseteq B\implies f(A)\leq f(B).}
有限性、有限値{\displaystyle f(A)<\infty \quad (\forall A\in {\mathcal {C}}).}
σ-有限性
構文解析に失敗 (SVG（ブラウザのプラグインで MathML を有効にすることができます）: サーバー「http://localhost:6011/ja.wikipedia.org/v1/」から無効な応答 ("Math extension cannot connect to Restbase."):): {\displaystyle \bigcup_{j\in\mathbb{N}} A_j = \Omega \land f(A_j)<\infty \quad(\forall j\in\mathbb{N}).}

有界性{\displaystyle \sup _{A\in {\mathcal {C}}}|f(A)|<\infty }
完備性{\displaystyle f(A)=0\land B\subseteq A\implies B\in {\mathcal {C}}.}

### 合併および交叉との可換性
加法性{\displaystyle f(A\cup B)=f(A)+f(B)\quad ({\text{if }}A\cap B=\emptyset \land A\cup B\in {\mathcal {C}}).}
有限加法性
{\displaystyle f(\bigcup _{j=1}^{m}A_{j})=\sum _{j=1}^{m}f(A_{j})\quad ({\text{if }}[i\neq j\implies A_{i}\cap A_{j}=\emptyset ]\land \bigcup _{j=1}^{m}A_{j}\in {\mathcal {C}}).}
 σ-加法性
{\displaystyle f(\bigcup _{j\in \mathbb {N} }A_{j})=\sum _{j\in \mathbb {N} }f(A_{j})\quad ({\text{if }}[i\neq j\implies A_{i}\cap A_{j}=\emptyset ]\land \bigcup _{j\in \mathbb {N} }A_{j}\in {\mathcal {C}}).}
劣加法性{\displaystyle f(A\cup B)\leq f(A)+f(B)\quad ({\text{if }}A\cup B\in {\mathcal {C}})}
有限劣加法性
{\displaystyle f(\bigcup _{j=1}^{m}A_{j})\leq \sum _{j=1}^{m}f(A_{j})\quad ({\text{if }}\bigcup _{j=1}^{m}A_{j}\in {\mathcal {C}}).}
σ-劣加法性
{\displaystyle f(\bigcup _{j\in \mathbb {N} }A_{j})\leq \sum _{j\in \mathbb {N} }f(A_{j})\quad ({\text{if }}\bigcup _{j\in \mathbb {N} }A_{j}\in {\mathcal {C}}).}
差法性{\displaystyle f(A\setminus B)=f(A)-f(B)\quad ({\text{if }}A\setminus B\in {\mathcal {C}}).}
- ただし ∞ − ∞ の形を避けるためにしばしば f(B) < ∞（有限値）と仮定する。

モジュラ性{\displaystyle f(A\cup B)+f(A\cap B)=f(A)+f(B)\quad ({\text{if }}A\cup B,A\cap B\in {\mathcal {C}})}

### 連続性
左連続性（下からの連続性）単調増大列 Aj に対して
{\displaystyle f(\bigcup _{i\in \mathbb {N} }A_{i})=\sup _{i\in \mathbb {N} }f(A_{i})\quad ({\text{if }}\bigcup _{j\in \mathbb {N} }A_{j}\in {\mathcal {C}}).}
右連続性（上からの連続性）単調減少列 Aj で f(A1) < ∞ なるものに対して
{\displaystyle f(\bigcap _{i\in \mathbb {N} }A_{i})=\inf _{i\in \mathbb {N} }f(A_{i})\quad ({\text{if }}\bigcap _{j\in \mathbb {N} }A_{j}\in {\mathcal {C}}).}
右空連続性（上からの ∅-連続性）
{\displaystyle \inf _{i\in \mathbb {N} }f(A_{i})=0\quad ({\text{if }}f(A_{1})<\infty \land \bigcap _{j\in \mathbb {N} }A_{j}=\emptyset ).}

## 各性質の間の関係
- 任意の σ-加法的集合函数は有限加法的であり、また任意の有限加法的集合函数は加法的である。
- 任意の有限値集合函数は σ-有限である。
- 任意の加法的集合函数は減法的である。
- 任意の有界集合函数は有限である。
- 集合族 𝒞 が環のとき、任意の加法的集合函数は有限加法的であり、かつ任意の劣加法的集合函数は有限劣加法的である。

## 注
1. ↑  (伊藤, p. 11)
2. ↑  より厳密には X 上の 𝒞-集合函数のように言う (伊藤, p. 11)